# Artem Habełok
Artem Jurijowycz Habełok, ukr. Артем Юрійович Габелок (ur. 2 stycznia 1995 w Dniepropietrowsku) – ukraiński piłkarz występujący na pozycji pomocnika w ormiańskim klubie Piunik Erywań.

## Kariera piłkarska

### Kariera klubowa
Wychowanek Szkoły Piłkarskiej Ista i Juwilejny w Dniepropietrowsku oraz Akademii Piłkarskiej Szachtar Donieck, barwy których bronił w juniorskich mistrzostwach Ukrainy (DJuFL). 25 lipca 2012 roku rozpoczął karierę piłkarską w drużynie Szachtar U-19, potem grał w młodzieżówce. W lutym 2017 jako wolny agent podpisał kontrakt z łotewskim FK Spartaks Jurmała, w którym grał do stycznia 2018. Po pół roku poszukiwania nowego klubu 3 lipca 2018 został piłkarzem Worskły Połtawa.

### Kariera reprezentacyjna
W 2010 debiutował w juniorskiej reprezentacji Ukrainy U-17. W latach 2012–2014 występował w reprezentacji U-19. W 2015 został powołany do młodzieżowej reprezentacji Ukrainy U-20.

## Sukcesy i odznaczenia

### Sukcesy klubowe
Ukraina U-19
- uczestnik Mistrzostw świata U-20: 2015